# ابونکورت، موسل
ابونکورت، موسل (به فرانسوی: Aboncourt, Moselle) یک کمون در فرانسه است که در موزل واقع شده‌است.

## خصوصیات
ابونکورت ۵٫۹ کیلومترمربع مساحت و ۳۸۰ نفر جمعیت دارد و ۱۹۵ متر بالاتر از سطح دریا واقع شده‌است.